# Reuben Fine
Reuben Fine (11. října 1914–26. března 1993) byl americký šachový velmistr.
Tahat šachovými figurami se naučil již v osmi letech, hře zcela propadl v patnácti letech. Věnoval hře všechen volný čas, úspěchy na sebe nenechaly dlouho čekat. Již v roce 1931 skončil druhý na přeboru USA. Studoval Tarrasche, Rétiho, Nimcoviče, a proto se učil německy. Do angličtiny přeložil Rétiho Nové ideje v šachu a Nimcovičův Můj systém.
Fine sbíral zkušenosti a čekal na příležitost použít jich v praxi. Když se k tomu naskytla možnost, výsledek často předčil očekávání. Tak to bylo Hastingsu 1935 a 1936, v Zandvoortu 1936, kde se umístil před Euwem, Keresem, Bogoljubovem a Tartakowerem. Na turnaji v Margate 1938 skončil lépe než Aljechin.
Zvláštní ráz měla dvě vystoupení amerického velmistra, která ho zařadila mezi nejlepší hráče světa:
v Nottinghamu 1936 a v turnaji AVRO 1938. V Nottinghamu hrál mistr světa Euwe, dřívější mistr světa Lasker, i další mistři světa Aljechin, Capablanka a Botvinnik. Zvítězil Botvinnik s Capablankou, jen o půl bodu za nimi zůstali Fine, Reshevským a Euwe. Turnaje AVRO 1938 se zúčastnilo jen osm hráčů, ale těch nejlepších: v dvoukolovém turnaji se utkal mistr světa Aljechin se sedmi kandidáty na tento titul. Zde se nejmarkantněji projevilo Finovo šachové umění. V „mikrozápasech“ porazil Botvinnika, Aljechina (toho 2:0) a Flohra, remizoval s Reshevským, Euwem, Capablancou, prohrál pouze s Keresem, s nímž se dělil o první místo.
Turnaj AVRO neznamenal pouze vrchol Finových úspěchů. Jeho hra se v této době dokonale zharmonizovala. Přesná technika hry, vysoký stupeň manévrovací schopnosti, hluboké pochopení pozice, schopnost hledat a najít i nejmenší možnosti obrany a využít jich, to vše se opíralo o obšírné znalosti teorie zahájení. Takový byl Fine v nejúspěšnějším období.
V roce 1948 odmítl účast na MS a nedlouho poté ukončil kariéru, během níž se střetl s pěti mistry světa – s Laskerem (1:0), Capablancou (= 5), Aljechinem (3:2, = 4), Euwem (2:2, = 3), a Botvinnikem (1:0, = 2) a získal s nimi kladné skóre (+3!). I když Fine zanechal turnajové hry, šachu se nevzdal. Napsal řadu šachových knih a článků.